# 그로버 클리블랜드 2기 행정부
그로버 클리블랜드가 미국 대통령으로서의 두 번째 임기는 자신이 24대 대통령으로 취임한 1893년 3월 4일에 시작하여 1897년 3월 4일에 종료되었다. 뉴욕주 출신의 민주당원인 클리블랜드는 이전 1885년부터 1889년까지 대통령을 지냈으며, 1892년 대통령 선거에서 공화당 현직 대통령인 인디애나주의 벤저민 해리슨을 상대로 승리하여 취임했다. 클리블랜드는 한 임기를 마친 후 나중에 두 번째 임기로 당선된 최초의 미국 대통령이었다. 그의 뒤를 이어 공화당의 윌리엄 매킨리가 집권했다.
두 번째 임기가 시작되면서 1893년 공황으로 심각한 경제 불황이 발생하여 국가에 재앙이 닥쳤다. 클리블랜드는 셔먼 은 매입법의 폐지를 주재하여 은화자유주조 운동에 타격을 주었으며, 윌슨-고먼 관세법이 제정되도록 하여 관세율을 낮추기도 했다. 그는 또한 연방군에게 풀먼사 파업을 진압하도록 명령했다. 외교 정책에서 클리블랜드는 하와이주의 합병과 쿠바에 대한 미국의 개입에 저항했다. 그는 또한 먼로주의를 지지하려 노력했고 영국에게 베네수엘라와의 국경 분쟁을 중재하는 데 동의하도록 강요했다. 1894년 중간선거에서 클리블랜드의 민주당은 농본주의와 은화자유주조 지지자들이 민주당을 장악할 수 있는 길을 열어주는 엄청난 패배를 겪었다.
클리블랜드는 1896년 민주당 전당대회에서 재지명을 위한 후보가 아니었으며, 이 전당대회에서는 은화자유주조 지지자인 윌리엄 제닝스 브라이언을 지명했는데, 그는 이어진 선거에서 공화당의 윌리엄 매킨리에게 패배했다. 클리블랜드는 매우 인기가 없는 상태로 퇴임했지만, 그의 명성은 1930년대에 앨런 네빈스를 중심으로 한 학자들에 의해 결국 회복되었다. 최근의 역사가들과 전기 작가들은 클리블랜드에 대해 더 양면적인 견해를 취했지만, 많은 이들은 클리블랜드가 대통령직의 권력을 다시 주장하는 데 기여한 역할을 주목한다. 역사가들과 정치 과학자들의 미국 대통령 순위에서 클리블랜드는 일반적으로 평균 또는 평균 이상의 대통령으로 평가된다.

## 1892년 선거
1888년 선거에서 패배한 후, 클리블랜드는 뉴욕으로 돌아와 변호사 경력을 다시 시작했다. 클리블랜드는 1891년 2월 '은화 편지'를 통해 민주당 내 은화자유주조 운동의 부상에 대해 개탄하며 1892년 지명 경쟁자로 자리매김했다. 클리블랜드의 주요 지명 경쟁자는 당시 뉴욕 상원의원이었던 데이비드 B. 힐이었다. 힐은 은화자유주조론자, 보호무역주의자, 태머니 홀 등 반클리블랜드 민주당 세력을 규합했지만, 클리블랜드의 지명을 막을 만큼 큰 연합을 형성하지 못했고, 클리블랜드는 전당대회에서 첫 투표로 지명되었다. 부통령으로는 민주당이 일리노이 출신 은화자유주조론자인 애들레이 E. 스티븐슨을 선택하여 균형을 맞추었다. 클리블랜드 진영은 인디애나 출신인 아이작 P. 그레이를 부통령으로 선호했지만, 전당대회에서 선호하는 인물을 받아들였다. 농촌 지역의 경제적 어려움을 완화하기 위해 화폐를 인플레이션시키려는 그린백과 은화자유주조의 지지자였던 스티븐슨은 클리블랜드가 이끄는 경화, 금본위제 진영에 균형을 맞추었다. 공화당은 해리슨 대통령을 재지명하여 1892년 선거를 4년 전 선거의 재대결로 만들었다.

1892년 선거 결과

1888년에는 관세 문제가 공화당에 유리하게 작용했지만, 지난 4년간의 입법 개정으로 수입품이 너무 비싸져 많은 유권자들이 관세 개혁을 지지하고 대기업에 회의적인 시선을 보냈다. 전통적으로 공화당 유권자였던 많은 서부인들은 새로운 인민당 후보인 제임스 위버에게 이탈했다. 위버는 은화자유주조, 관대한 참전용사 연금, 그리고 8시간 노동제를 약속했다. 선거 운동이 끝날 무렵, 피츠버그의 홈스테드 파업에서 카네기 코퍼레이션이 노조를 파괴하려는 시도와 테네시 석탄 및 철강 회사에서 대기업과 노동자 간의 유사한 분쟁이 발생한 후 많은 포퓰리스트와 노동 지지자들이 클리블랜드를 지지했다. 한편, 태머니 홀 민주당원들은 전국적인 공천에 충실하여 통일된 민주당이 뉴욕을 장악할 수 있도록 했다.
클리블랜드는 전국 득표율의 46%와 선거인단 득표율의 62.4%를 얻어, 비연속적으로 두 번의 대통령 임기를 얻은 두 명의 대통령 중 첫 번째가 되었다. 해리슨은 전국 득표율의 43%와 선거인단 득표율의 32.7%를 얻었고, 위버는 전국 득표율의 8.5%와 서부 주들의 일부 대통령 선거인단 표를 얻었다. 클리블랜드는 솔리드 사우스를 휩쓸고, 뉴욕, 뉴저지, 인디애나, 코네티컷의 스윙 주를 이겼으며, 일리노이, 위스콘신, 인디애나까지 차지하여 많은 관찰자들을 놀라게 했다. 동시에 치러진 의회 선거에서 민주당은 하원의 통제권을 유지하고 상원의 통제권을 얻어, 남북전쟁 이후 처음으로 당이 의회와 대통령직을 통일적으로 통제하게 되었다. 클리블랜드의 승리는 그를 앤드루 잭슨과 함께 세 번의 대통령 선거에서 전국 득표율을 얻은 두 번째 인물로 만들었다.

## 행정부

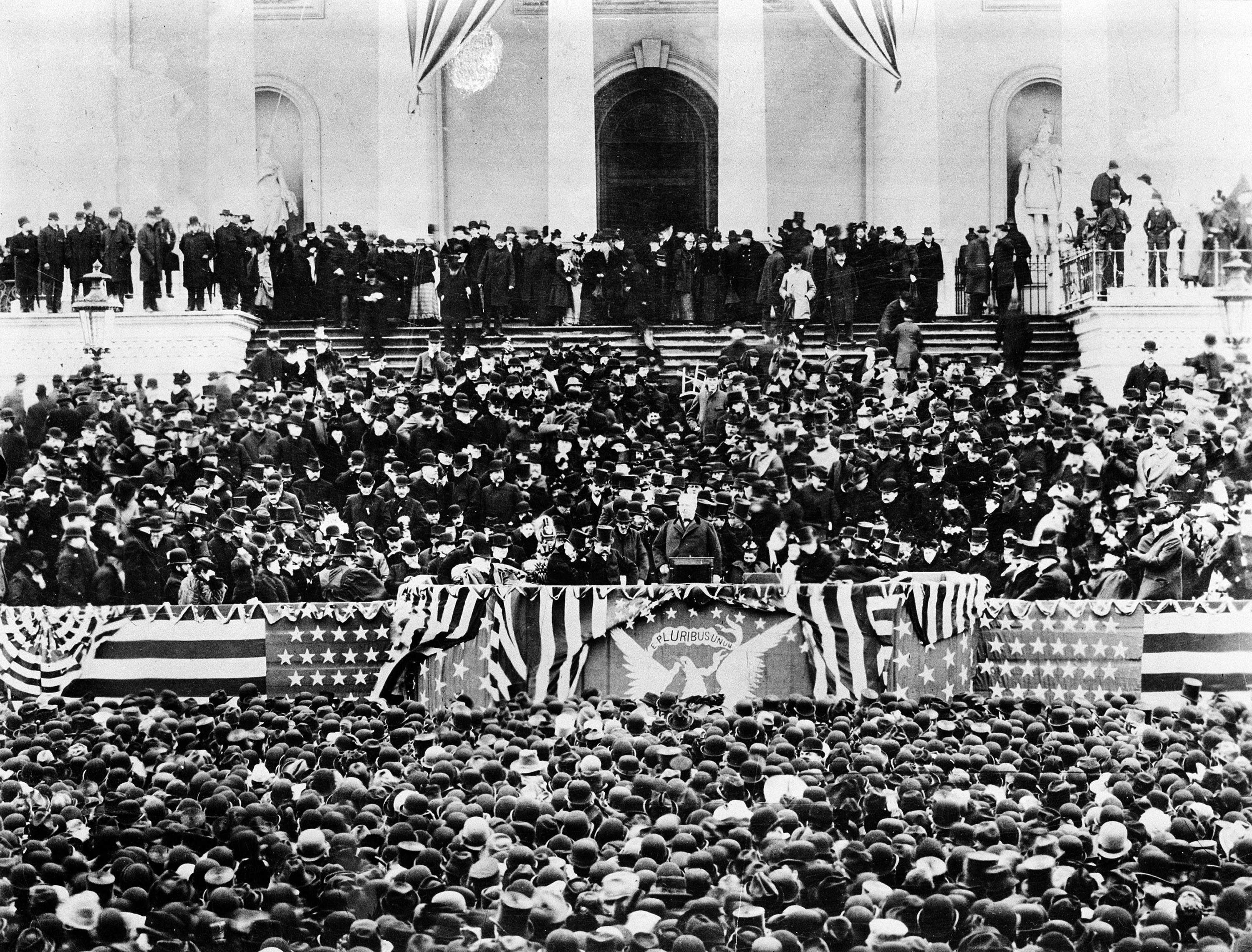
그로버 클리블랜드의 두 번째 취임식, 1893년 3월 4일.

클리블랜드는 1893년 3월 4일 제24대 미국 대통령으로 취임했다. 같은 날 스티븐슨도 부통령으로 취임했다.

### 내각

#### 임명

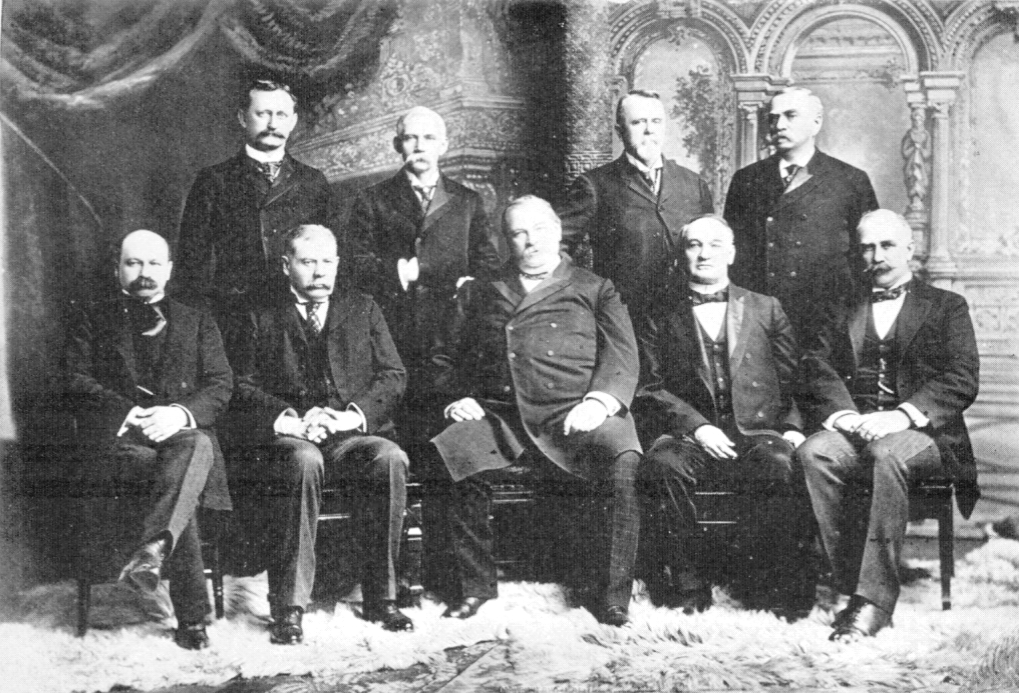
1893년 클리블랜드의 두 번째 내각.
앞줄 (왼쪽에서 오른쪽으로): 대니얼 S. 라몬트, 리처드 올니, 클리블랜드, 존 G. 칼라일, 저드슨 하몬.
뒷줄 (왼쪽에서 오른쪽으로): 데이비드 R. 프랜시스, 윌리엄 L. 윌슨, 힐러리 A. 허버트, 줄리어스 S. 모턴.

클리블랜드는 두 번째 내각을 구성하면서 첫 임기의 내각 각료들을 재임명하는 것을 피했다. 오랜 클리블랜드 지지자였던 대니얼 S. 라몬트와 윌슨 S. 비셀은 각각 육군 장관과 우정총장으로 내각에 합류했다. 아서 대통령 내각에서 복무했던 전 공화당원 월터 Q. 그레샴은 국무장관이 되었다. 매사추세츠 출신의 리처드 올니는 법무장관으로 임명되었으며, 그레샴 사망 후 국무장관직을 승계했다. 켄터키 출신 전 하원의장 존 G. 칼라일은 재무장관이 되었다.

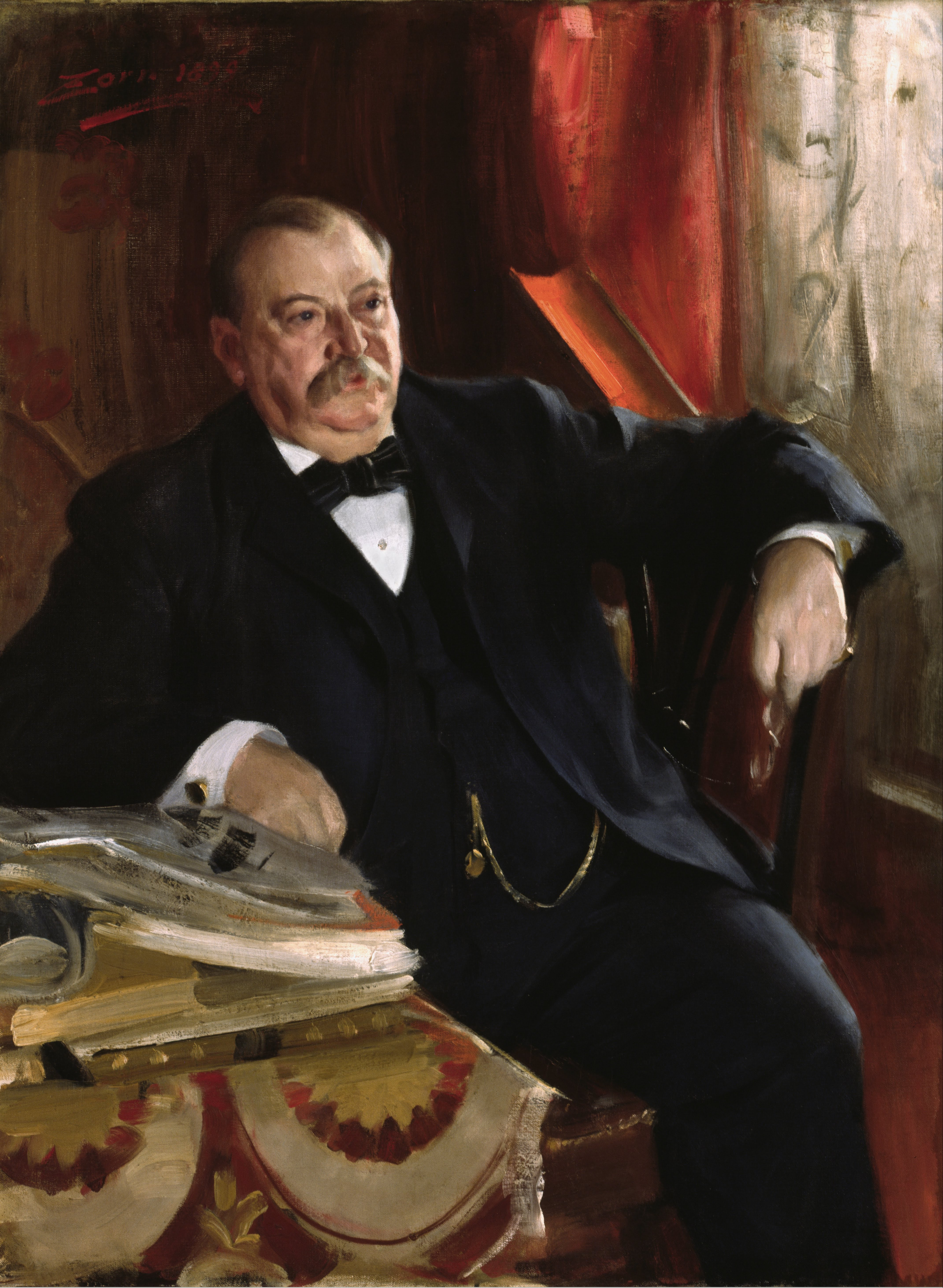
1899년 안데르스 소른이 그린 그로버 클리블랜드의 유화

#### 암 진단
1893년, 클리블랜드는 종양 제거를 위한 구강 수술을 받았다. 클리블랜드는 금융 위기를 더 악화시킬 수 있는 추가적인 공포를 피하기 위해 비밀리에 수술을 받기로 결정했다. 수술은 다가오는 의회 회기까지 클리블랜드가 완전히 회복할 시간을 주기 위해 7월 1일에 시행되었다. 외과의사들은 클리블랜드의 친구인 E. C. 베네딕트 소유의 요트 오나이다호에서 롱아일랜드 연안을 항해하며 수술을 진행했다. 수술은 흉터나 다른 수술 흔적을 피하기 위해 대통령의 입을 통해 이루어졌다. 종양의 크기와 수술 범위로 인해 클리블랜드의 입은 변형되었다. 다른 수술에서는 클리블랜드에게 딱딱한 고무 치과 보철물이 장착되어 그의 언어 능력을 교정하고 외모를 회복시켰다. 두 개의 충치를 제거했다는 가짜 뉴스는 의심하는 언론을 진정시켰다. 클리블랜드의 수술은 1917년까지 대중에게 공개되지 않았다.

### 경제 공황과 은화 문제

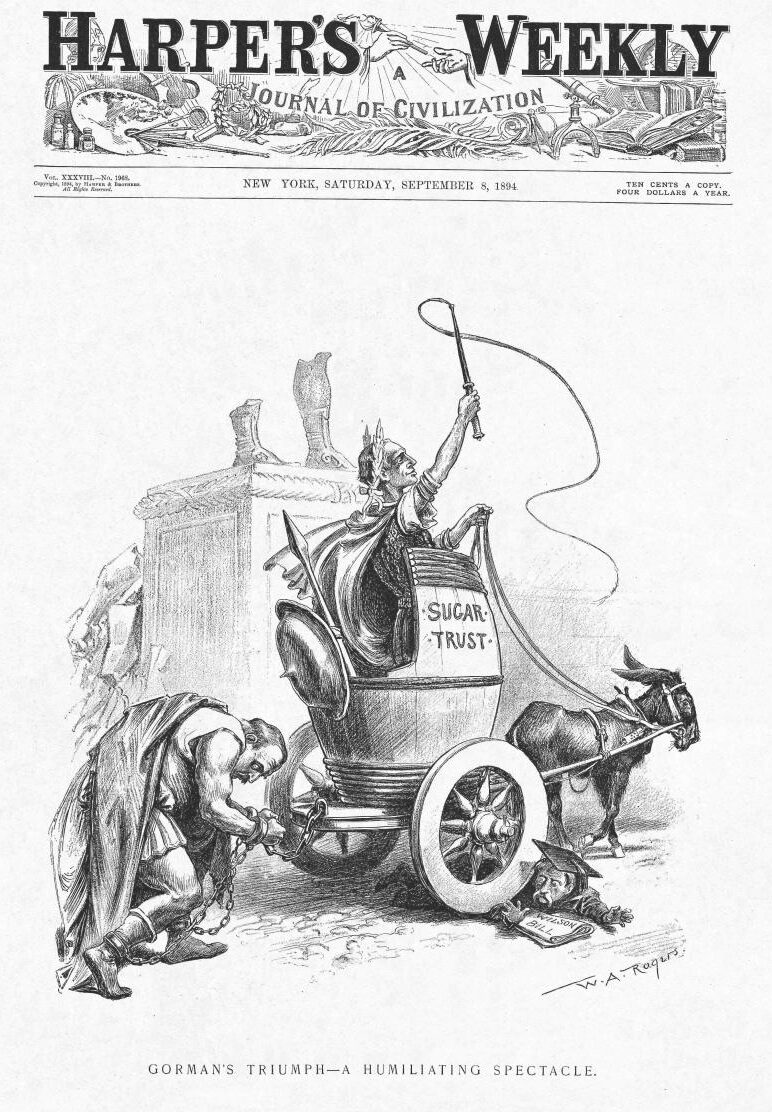
고먼과 설탕 신탁에 의한 클리블랜드의 굴욕

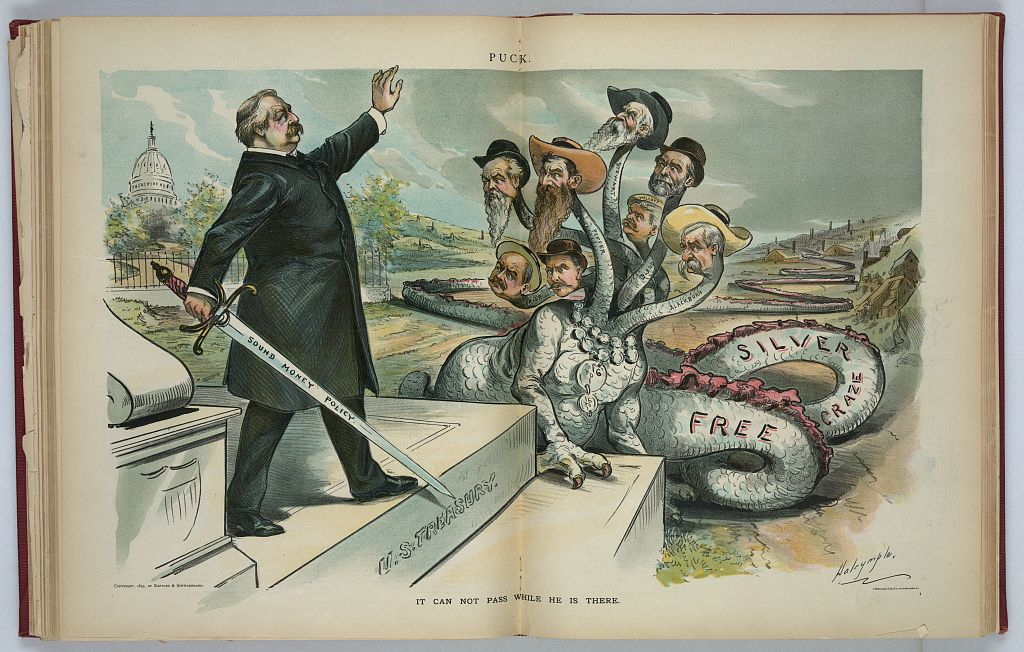
클리블랜드를 반은화론자로 풍자한 만화.

클리블랜드의 두 번째 임기가 시작된 직후, 1893년 공황이 주식시장을 강타했고 클리블랜드 행정부는 심각한 경제 불황에 직면했다. 공황은 과도하게 레버리지를 사용한 필라델피아 및 리딩 철도의 붕괴로 촉발되었지만, 여러 근본적인 문제가 심각한 경제 위기를 초래했다. 도금 시대 동안 유럽 자본은 미국 경제에서 중요한 역할을 했으며, 유럽 투자자들은 종종 미국 경제에 현금을 주입했다. 그러나 아르헨티나의 금융 위기로 인해 런던에 본사를 둔 베어링스 은행이 거의 붕괴될 뻔하면서 국제 투자자들의 신뢰가 손상되었다. 유럽의 열악한 경제 상황과 함께 아르헨티나의 금융 위기는 많은 유럽 투자자들이 미국 투자를 청산하게 만들었다. 더욱이 1892년 미국의 면섬유 작황 부진은 면화 수출이 종종 미국 경제에 유럽의 현금과 신용을 주입했기 때문에 경제를 더욱 악화시켰다. 이러한 요인들이 결합하여 미국의 금융 시스템은 불충분한 금융 자원을 갖게 되었고, 미국은 중앙은행 제도가 없었기 때문에 연방 정부는 통화 공급에 대한 통제력이 거의 없었다.
금융 위기의 첫 명확한 징후 중 하나는 클리블랜드 취임 12일 전인 1893년 2월 20일에 나타났다. 당시 크게 과도하게 확장되었던 필라델피아 및 리딩 철도에 대해 수탁인이 임명되었다. 해리슨 대통령과 재무장관 찰스 포스터는 J. P. 모건과 같은 인사들이 투자자들을 안심시키기 위한 조치를 취하라는 촉구를 무시했다. 대신 해리슨은 의회에 걱정할 필요가 없다고 안심시켰다. 그리하여 위기는 클리블랜드에게 전가되었다. 공화당은 결국 클리블랜드가 실제로는 공화당원인 해리슨으로부터 물려받은 경제 침체를 유발했다고 비난하게 될 것이다.
필라델피아 및 리딩 철도 붕괴 이후 공황이 확산되면서 1893년 5월 전국적인 뱅크런으로 금융 시스템은 더욱 자원이 부족해졌다. 클리블랜드는 양화주의가 금 비축을 장려하고 유럽 금융가들의 투자를 위축시킨다고 믿었다. 그는 금본위제를 채택하면 경화를 제공함으로써 경제 위기를 완화할 것이라고 주장했다. 셔먼 은 매입법을 폐지하고 은 기반 통화 주조를 중단하기 위해 클리블랜드는 1893년 8월에 특별 의회를 소집했다. 은화자유주조론자들은 시카고에서 열린 대회에서 추종자들을 모았고, 하원은 15주간의 논의 끝에 상당한 표차로 폐지안을 통과시켰다. 상원에서도 은화 주조 폐지는 마찬가지로 논란이 많았다. 클리블랜드는 어쩔 수 없이 의회에 폐지를 위해 로비를 해야 했고, 몇몇 상원 민주당원들을 설득하여 폐지를 지지하도록 했다. 많은 상원 민주당원들은 은화자유주조론자들과 클리블랜드 사이의 중간 노선을 선호했지만, 클리블랜드는 타협안을 만들려는 그들의 시도를 좌절시켰다. 민주당원과 동부 공화당원들의 연합은 결국 셔먼 은 매입법 폐지를 지지했고, 폐지 법안은 상원에서 48대 37로 통과되었다. 재무부의 금 보유량 감소는 낮은 속도로 계속되었지만, 이후의 채권 발행으로 금 공급은 보충되었다. 당시 폐지는 은화자유주조론자들에게는 사소한 차질처럼 보였지만, 이는 미국 통화의 기반으로서 은의 종말의 시작을 알리는 것이었다.
폐지 법안 논의 중 행정부의 주장과 달리, 폐지는 투자자 신뢰 회복에 실패했다. 수백 개의 은행과 다른 사업체들이 파산했고, 1895년까지 미국 철도의 25%가 파산 관리 상태에 있었다. 실업률은 전국 대부분 지역에서 20%를 넘어섰고, 고용을 유지할 수 있었던 사람들도 상당한 임금 삭감을 겪었다. 경제 공황은 또한 정부 수입의 급격한 감소를 야기했다. 1894년, 정부가 지출을 충당할 수 없는 위험에 처하자 클리블랜드는 금융가 J. P. 모건이 이끄는 그룹을 설득하여 6천만 달러 상당의 미국 국채를 매입하도록 했다. 이 거래는 경제에 금을 주입하여 금본위제를 유지할 수 있게 했지만, 클리블랜드는 정부를 운영하기 위해 월가 은행가들에게 의존했다는 이유로 널리 비판받았다. 열악한 경제 상황은 클리블랜드의 두 번째 임기 내내 지속되었고, 1895년 말과 1896년에는 실업률이 상승했다.

### 노동 불안

#### 콕시의 군대
1893년 공황은 미국 전역의 노동 조건을 악화시켰고, 은화자유주조 반대 법안의 승리는 서부 노동자들의 분위기를 더욱 악화시켰다. 제이콥 S. 콕시가 이끄는 노동자 집단이 클리블랜드의 정책에 항의하기 위해 워싱턴 D.C.로 동쪽으로 행진하기 시작했다. 콕시의 군대로 알려진 이 집단은 노동자들에게 일자리를 주기 위한 전국적인 도로 건설 프로그램과 농민들이 빚을 갚도록 돕기 위한 이원 통화제를 옹호했다. 이 행진은 122명의 참가자로 시작했지만, 그 전국적인 중요성을 보여주듯이 44명의 배정된 기자들이 취재했다. 수많은 사람들이 행진 경로를 따라 콕시의 군대에 합류했으며, 행진에 참여하려는 많은 사람들은 철도를 점거하기도 했다. 워싱턴에 도착하자, 시위대들은 미군에 의해 해산되었고, 이후 미국 국회의사당 앞에서 시위를 벌인 혐의로 기소되었다. 콕시 자신은 1894년 선거에서 인민당 소속으로 의회에 출마했지만 실패하고 오하이오로 돌아갔다. 콕시의 군대는 정부에 심각한 위협을 가하지는 않았지만, 서부에서 동부 통화 정책에 대한 불만이 커지고 있음을 시사했다.

#### 풀먼 파업
철도가 수익 감소로 어려움을 겪으면서 노동자들의 임금을 삭감했다. 1894년 4월까지 평균 철도 노동자의 임금은 1893년 초 이후 25% 이상 감소했다. 유진 데브스가 이끄는 전미철도노조 (ARU)는 노던 퍼시픽 레일웨이와 유니언 퍼시픽 철도를 상대로 파업을 조직했다. 파업은 곧 풀먼 컴퍼니를 포함한 다른 산업으로 확산되었다. 조지 풀먼이 ARU와의 협상을 거부하고 노조에 관련된 노동자들을 해고하자, ARU는 풀먼 컴퍼니가 만든 모든 철도 차량의 운행을 거부했고, 이로써 풀먼사 파업이 시작되었다. 1894년 6월까지 125,000명의 철도 노동자들이 파업에 참여하여 국가의 상업을 마비시켰다. 철도가 우편을 운송하고, 영향을 받은 노선 중 여러 곳이 연방 파산 관리 하에 있었기 때문에 클리블랜드는 연방 차원의 해결책이 적절하다고 믿었다. 그는 ARU를 파괴하기 위해 철도 이익 단체와 협력했던 전직 철도 변호사 올니 법무장관의 행동 촉구를 받았다.
클리블랜드는 연방 법원에서 금지 명령을 얻었고, 파업자들이 이를 따르기를 거부하자 시카고와 20개 이상의 다른 철도 중심지에 연방군을 파견했다. 그는 "시카고로 엽서 한 장을 전달하기 위해 미국 육군과 해군 전체가 필요하다면, 그 엽서는 전달될 것이다"라고 선언했다. 일리노이 주지사 존 P. 알트겔드는 클리블랜드의 군대 파견에 분노하며 항의했고, 클리블랜드가 주 정부의 경찰 권한을 침해했다고 주장했다. 러더퍼드 B. 헤이스가 노동 분쟁에 연방군을 사용하는 선례를 만들었지만, 클리블랜드는 주지사의 요청 없이 노동 분쟁에 군대를 파견한 최초의 대통령이었다. 양당의 주요 신문들은 클리블랜드의 행동을 칭찬했지만, 군대 사용은 그의 행정부에 대한 조직 노동의 태도를 강경하게 만들었다. 클리블랜드의 행동은 In re Debs 사건에서 대법원에 의해 지지되었는데, 이 사건은 주간 상업에 영향을 미치는 노동 분쟁에 개입할 대통령의 권리를 승인했다. 풀먼 파업의 결과와 아메리칸 슈거 리파이닝 컴퍼니에 대한 행정부의 미약한 반독점 기소는 많은 사람들이 클리블랜드를 대기업의 도구로 믿게 만들었다.

### 관세 문제

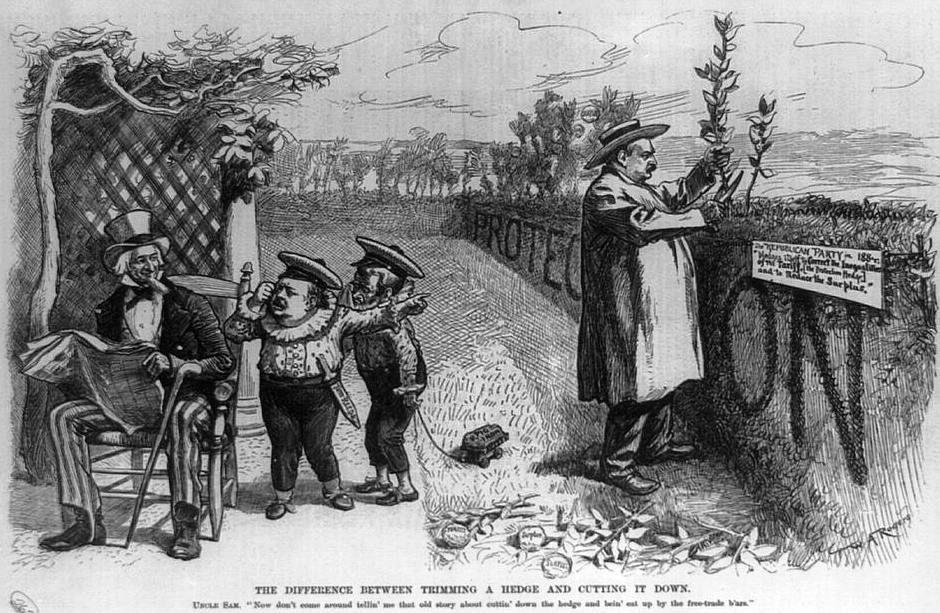
관세 개혁가로 그려진 클리블랜드

매킨리 관세는 공화당 정책의 핵심이었지만, 민주당은 소비자가격을 인상한다고 공격했다. 민주당은 1892년 선거 승리가 관세 인하에 대한 위임이라고 믿었고, 민주당 지도자들은 셔먼 은화 매입법 폐지 후 관세 인하를 최우선 과제로 삼았다. 웨스트버지니아주 하원의원 윌리엄 L. 윌슨은 1893년 12월 클리블랜드 행정부와 공동으로 작성한 관세 인하 법안을 제출했다. 이 법안은 관세, 특히 원자재에 대한 관세를 적당히 하향 조정할 것을 제안했다. 세수 부족분은 4,000달러를 초과하는 소득에 대한 2%의 소득세로 충당할 예정이었다. 이는 오늘날 $115,000에 해당한다. 법인 이익, 선물, 상속도 2%의 세율로 과세될 예정이었다. 이 법안은 1870년대 이후 처음으로 연방 소득세를 복원하는 것이었다. 소득세 지지자들은 소득 불균형을 줄이고 세금 부담을 부유층으로 전환하는 데 도움이 될 것이라고 믿었다. 윌슨과 클리블랜드 행정부는 소득세에 대해 양면적이었지만, 윌리엄 제닝스 브라이언과 벤턴 맥밀린 의원들의 노력으로 법안에 포함되었다. 오랜 논의 끝에 법안은 하원에서 상당한 표차로 통과되었다.
법안은 다음으로 상원에서 심의되었고, 그곳에서 메릴랜드주의 아서 푸에 고먼이 이끄는 주요 민주당원들로부터 더 강력한 반대에 부딪혔는데, 그들은 윌슨 법안이 허용하는 것보다 자신들의 주의 산업에 더 많은 보호를 주장했다. 법안은 개혁 대부분을 무효화하는 600개 이상의 수정안이 첨부된 채 상원을 통과했다. 특히 설탕 신탁은 소비자를 희생시키면서 자신들에게 유리한 변경을 위해 로비했다. 소득세에 대한 강한 보수적 반대에도 불구하고, 많은 상원의원들이 대법원이 결국 이 세금이 위헌이라고 선언할 것이라고 믿었기 때문에 법안에 남아 있었다. 광범위한 논의 끝에 상원은 1894년 7월 39대 34로 윌슨-고먼 관세 법안을 통과시켰다. 윌슨과 클리블랜드는 원래 하원 법안의 낮은 세율을 일부 복원하려고 시도했지만, 하원은 1894년 8월 상원 버전의 법안을 통과시키는 데 찬성했다. 최종 법안은 평균 관세율을 49%에서 42%로 낮췄다. 클리블랜드는 최종 법안에 격분했으며, 이를 신탁과 사업 이익이 상원을 통제한 결과물로 수치스럽게 비난했다. 그리하여 그의 주요 쟁점은 좌절되었다. 그럼에도 불구하고 그는 윌슨-고먼 관세법이 매킨리 관세보다 개선된 것이라고 믿었으며, 서명 없이 법으로 발효되도록 허용했다. 관세에 포함된 개인 소득세는 1895년 폴록 대 파머스 론 & 트러스트 컴퍼니 사건에서 대법원에 의해 위헌으로 판결되었다.

### 시민권

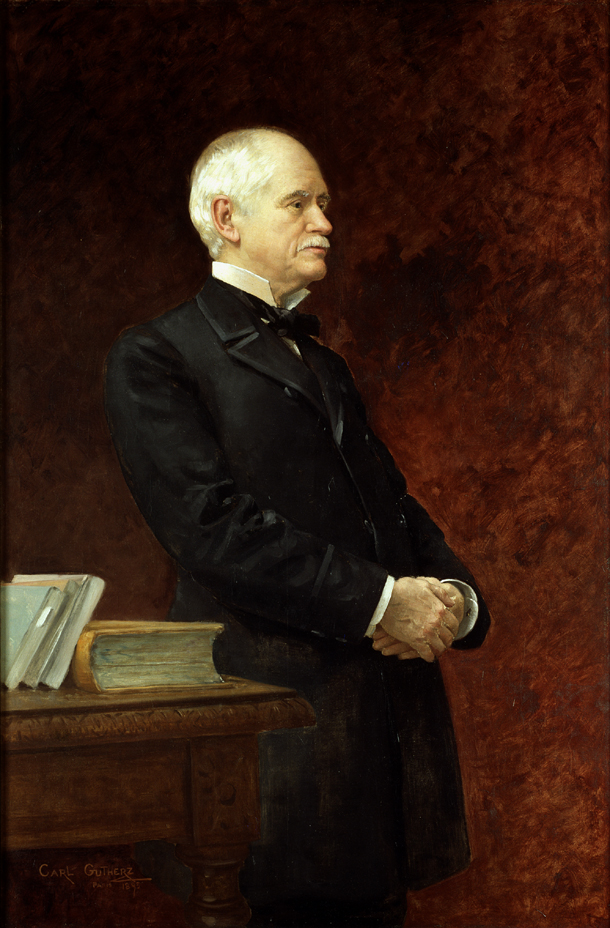
상원의원 존 T. 모건은 클리블랜드와 여러 문제에서 대립하며 "나는 저 사람이 걷는 땅을 증오한다"고 말했다.

1892년에 클리블랜드는 로지 법안에 반대하는 선거 운동을 벌였다. 이 법안은 해당 지역 시민의 청원에 따라 연방 의회 선거 감독관을 임명하여 투표권 보호를 강화하는 것이었다. 취임 후에도 그는 투표권 보호를 위한 어떤 연방 노력에도 계속 반대했다. 1871년 시행법은 등록부터 선거 결과 인증에 이르는 선거 과정에 대한 상세한 연방 감독을 규정했지만, 1894년에 클리블랜드는 이 법의 폐지에 서명했다. 클리블랜드는 1896년 대법원의 플레시 대 퍼거슨 판결을 승인했는데, 이 판결은 "분리 평등 정책" 원칙 하에 인종 분리의 합헌성을 인정했다. 대법원과 연방 정부 모두 아프리카계 미국인의 참정권을 보호하기 위해 개입할 의지가 없었기 때문에, 남부 주들은 계속해서 수많은 짐크로 법을 통과시켜 유권자 투표세, 문맹 테스트, 거주 및 기록 보관 요건을 결합하여 많은 아프리카계 미국인들의 참정권을 사실상 박탈했다.

### 1894년 중간선거
1894년 선거 직전, 클리블랜드는 보좌관 프랜시스 린드 스테슨으로부터 다음과 같은 경고를 받았다.
우리는 매우 어두운 밤을 앞두고 있습니다. 상업적 번영이 돌아와 민주당의 법 제정 무능에 대한 대중의 불만을 완화하지 않는 한, 민주당 행정부에 대한 모든 곳에서의 불만은 계속될 것입니다.
이 경고는 적절했다. 왜냐하면 의회 선거에서 공화당은 수십 년 만에 가장 큰 압승을 거두며 하원 전체를 장악했기 때문이다. 민주당은 남부 외의 모든 지역에서 손실을 입었지만, 남부에서는 당이 포퓰리스트의 도전을 막아냈다. 포퓰리스트들은 전국 득표율에서 점유율을 늘렸지만, 캔자스와 콜로라도와 같은 서부 주들의 통제권을 공화당에게 잃었다. 클리블랜드의 당파적 적들은 일리노이와 미시간을 포함한 주에서 민주당의 통제권을 장악했고, 오하이오, 인디애나, 아이오와 및 다른 주들에서 큰 이득을 얻었다. 위스콘신과 매사추세츠는 클리블랜드의 동맹국들이 통제하는 몇 안 되는 주 중 두 곳이었다. 민주당의 야당은 1896년 전국 대회에서 자체 후보를 지명하는 데 필요한 투표권의 3분의 2를 거의 확보했다. 임기 마지막 2년 동안 클리블랜드는 공화당이 통제하는 의회에 직면했고, 의회에 남아있는 민주당원들은 클리블랜드에게 거의 충성심을 보이지 않는 농업 지향적인 남부인들로 주로 구성되었다.

### 외교 정책
클리블랜드가 다시 취임했을 때, 그는 하와이주 합병 문제에 직면했다. 첫 임기 동안 그는 하와이와의 자유 무역을 지지했고, 미국에 진주만에 석탄 및 해군 기지를 제공하는 수정안을 수용했다. 그 후 4년 동안, 호놀룰루의 유럽 및 미국계 사업가들은 릴리우오칼라니 여왕을 헌법 정부를 거부하는 폭군으로 비난했다. 1893년 초 그들은 군주제를 전복시키고 샌퍼드 돌 아래 공화국을 세웠으며, 미국에 합류하려 했다. 해리슨 행정부는 새 정부 대표자들과 합병 조약에 신속히 합의했으며, 1893년 2월 15일 비준을 위해 상원에 제출했다. 3월 9일, 취임 5일 후, 클리블랜드는 상원에서 조약을 철회했다. 그의 전기 작가 앨린 브로드스키는 그가 작은 왕국에 대한 비도덕적인 행동으로 본 것에 대해 클리블랜드가 깊이 개인적으로 반대했다고 주장한다.
독일이 작은 국가를 정복하는 것에 반대했기 때문에 사모아 제도에 대해 독일과 대립했던 것처럼, 그는 자신의 국가에 맞서 하와이 제도에 대해 대립했다. 그는 하와이 합병이 필연적인 정점으로 불가피하게 진행되도록 내버려둘 수도 있었다. 그러나 그는 약하고 무방비한 민족이 독립을 유지할 수 있는 유일한 방법이라고 생각하여 그가 싫어하는 대립을 선택했다. 그로버 클리블랜드가 반대한 것은 합병의 개념이 아니라, 불법적인 영토 획득의 구실로서의 합병 개념이었다.
클리블랜드는 전 하원의원 제임스 헨더슨 블런트를 하와이로 보내 그곳의 상황을 조사하게 했다. 조지아의 백인 우월주의 운동의 지도자였던 블런트는 오랫동안 제국주의를 비난해왔다. 일부 관찰자들은 그가 아시아인들이 스스로를 통치할 능력이 없다는 이유로 합병을 지지할 것이라고 추측했다. 그러나 블런트는 미군이 강제로 여왕을 복위시키고 하와이 원주민들이 "아시아적인 방식"을 계속할 수 있도록 허용해야 한다고 주장했다. 클리블랜드는 여왕을 복위시키기로 결정했지만, 그녀는 복위 조건으로 사면을 허락하기를 거부했고, 호놀룰루의 현 정부를 처형하거나 추방하고 그들의 모든 재산을 압류할 것이라고 말했다. 돌 정부는 그들의 입장을 양보하기를 거부했고, 소수의 미국인만이 공화국 정부를 전복하고 절대 군주를 세우기 위해 무력을 사용하기를 원했다. 1893년 12월, 클리블랜드는 이 문제를 의회에 회부했다. 그는 미국의 불간섭 전통을 계속 이어갈 것을 권장했다. 돌은 여왕보다 의회에서 더 많은 지지를 받았다. 공화당은 완전히 독립된 하와이가 식민지 쟁탈전에서 오래 살아남을 수 없을 것이라고 경고했다. 대부분의 관찰자들은 일본이 곧 하와이를 점령할 것이라고 생각했고, 실제로 하와이 인구는 이미 20% 이상이 일본인이었다. 일본의 진출은 특히 서부 해안에서 우려스러웠다. 민주당이 통제했지만 클리블랜드에 반대하는 상원은 블런트의 조사 결과와 모순되며 전복이 완전히 내부적인 문제였다고 결론 내린 모건 보고서를 작성했다. 클리블랜드는 여왕을 복위시키려는 모든 논의를 중단하고 새로운 하와이 공화국과 외교 관계를 인정하고 유지했다. 1898년, 클리블랜드가 퇴임한 후, 미국은 하와이를 합병했다.
미국 본토에 더 가까이, 클리블랜드는 확장된 해석의 먼로주의를 채택했는데, 이는 새로운 유럽 식민지를 금지할 뿐만 아니라 서반구 내 모든 실질적인 문제에 대한 미국의 국익을 선언하는 것이었다. 영국과 베네수엘라가 베네수엘라와 영국령 기아나 식민지 사이의 국경을 놓고 이견을 보이자, 클리블랜드와 국무장관 올니는 항의했다. 영국은 처음에는 국경 분쟁에 대한 미국의 중재 요구를 거부하고 먼로주의의 유효성과 관련성을 부정했다. 결국 영국 총리 솔즈베리 경은 베네수엘라와의 국경 분쟁이 미국을 적대시할 가치가 없다고 판단하고 중재에 동의했다. 1898년 파리에서 이 문제를 결정하기 위한 재판소가 소집되었고, 1899년 분쟁 지역의 대부분을 영국령 기아나에 할당했다. 양국 간의 모든 분쟁에 중재를 확대하기 위해 미국과 영국은 1897년 올니-파운스포트 조약에 동의했지만, 이 조약은 상원 비준에 3표가 부족했다.
쿠바 독립 전쟁은 1895년 말 쿠바 반군이 스페인 통치로부터 벗어나려 하면서 시작되었다. 미국과 쿠바는 긴밀한 무역 관계를 누렸으며, 인도주의적 우려로 인해 많은 미국인들이 반군 편에 개입을 요구했다. 클리블랜드는 반군 측에 동정하지 않았고, 독립 쿠바가 결국 다른 유럽 강대국에 넘어갈 것을 우려했다. 그는 1895년 6월 중립 선언을 발표하고, 미국 모험가들의 개입 시도를 막을 것이라고 경고했다.

### 군사 정책
두 번째 클리블랜드 행정부는 첫 번째 임기만큼이나 군 현대화에 전념했으며, 공격 작전이 가능한 해군 최초의 함선을 주문했다. 클리블랜드의 첫 번째 행정부에서 시작된 해안 요새에 대한 인디컷 프로그램 건설이 계속되었다. 미 육군 최초의 볼트액션 연발 소총인 크라그-요르겐센 소총의 채택이 확정되었다. 1895-96년에 해군부 장관 힐러리 A. 허버트는 캡틴 앨프리드 세이어 머핸이 주창한 공격적인 해군 전략을 최근 채택하여 5척의 전함(키어사지급과 일리노이급)과 16척의 어뢰정을 주문하는 데 성공했다. 이 함선들의 완성으로 해군의 전함 수는 거의 두 배가 되었고, 이전에 두 척의 배만 있었던 새로운 어뢰정 전력이 창설되었다. 그러나 전함과 7척의 어뢰정은 1899-1901년, 즉 미국-스페인 전쟁 이후에야 완성되었다.

### 사법부 임명
클리블랜드가 상원과 겪은 마찰은 두 번째 임기 동안 대법원 지명에서 그의 성공을 방해했다. 1893년, 새뮤얼 블래치포드의 사망 이후 클리블랜드는 윌리엄 B. 혼블로어를 대법원에 지명했다. 뉴욕 시 로펌의 수장이었던 혼블로어는 자격 있는 임명자로 여겨졌지만, 뉴욕 정치 기계에 대한 그의 선거 운동은 상원의원 데이비드 B. 힐을 그의 적으로 만들었다. 게다가 클리블랜드는 임명자를 지명하기 전에 상원의원들과 상의하지 않았고, 이미 다른 이유로 클리블랜드에 반대하던 많은 사람들을 더욱 불쾌하게 만들었다. 상원은 1894년 1월 15일, 30대 24의 표결로 혼블로어의 지명을 거부했다.
클리블랜드는 계속해서 상원에 도전하며 힐의 조직에 반대했던 또 다른 뉴욕 변호사 휠러 해저드 페컴을 다음으로 지명했다. 힐은 자신의 모든 영향력을 동원해 페컴의 인준을 막았고, 1894년 2월 16일, 상원은 32대 41의 표결로 지명을 거부했다. 개혁가들은 클리블랜드에게 힐과의 싸움을 계속하고 프레데릭 R. 쿠데르를 지명할 것을 촉구했지만, 클리블랜드는 루이지애나주 출신 상원의원 에드워드 더글러스 화이트라는 무해한 선택에 동의했고, 그의 지명은 만장일치로 수락되었다. 나중에 1896년, 대법원에서의 또 다른 공석으로 클리블랜드는 다시 혼블로어를 고려했지만, 그는 지명을 거부했다. 대신 클리블랜드는 휠러 해저드 페컴의 형제인 루퍼스 휠러 페컴을 지명했고, 상원은 두 번째 페컴을 쉽게 인준했다.

### 연방에 가입된 주
두 번째 임기 중반인 1894년 7월 16일, 제53회 미국 의회는 유타주가 헌법과 주 정부를 구성하고 주 지위를 신청할 수 있도록 허용하는 법률을 통과시켰다. 1896년 1월 4일, 클리블랜드는 유타를 연방의 다른 주들과 동등한 지위를 가진 주라고 선포했다.

### 1896년 선거

1896년 선거 결과

클리블랜드는 은화자유주조 운동의 확산되는 강세에 맞서려고 시도했지만, 남부 민주당원들은 서부의 동맹국들과 합세하여 클리블랜드의 경제 정책을 거부했다. 1893년 공황은 클리블랜드의 인기를 심지어 그의 당 내에서도 완전히 파괴했다. 클리블랜드는 재선에 출마하지 않을 것이라고 공개적으로 발표하지는 않았지만, 세 번째 임기를 추구할 의도는 없었다. 잠재적 후임자에 대한 클리블랜드의 침묵은 그의 당파에 해를 끼쳤는데, 클리블랜드의 보수적 동맹국들이 한 후보 뒤에 단결할 수 없었기 때문이다. 클리블랜드의 농업 및 은화자유주조 지지자들은 민주당 전당대회의 통제권을 장악하고, 클리블랜드 행정부와 금본위제를 부인하며, 은화 강령으로 윌리엄 제닝스 브라이언을 지명했다. 클리블랜드는 금본위제 수호, 정부 제한, 고율 관세 반대를 약속한 골드 민주당의 제3당 후보를 묵묵히 지지했지만, 그는 분파 그룹의 세 번째 임기 출마 제안을 거절했다.
1896년 공화당 전당대회는 오하이오 주지사였던 윌리엄 매킨리를 지명했다. 선거 운동 매니저 마크 해나의 도움으로 매킨리는 전당대회 훨씬 전부터 전국 공화당 지도자들의 지지를 얻어 후보 지명 유력자로 떠올랐다. 총선에서 매킨리는 통화 문제에 대해 명확한 입장을 취하지 않음으로써 농민과 기업 이익 모두를 만족시키려 했다. 그는 클리블랜드 행정부의 경제 처리 방식을 공격하는 데 선거 운동의 초점을 맞추었고, 높은 관세가 번영을 회복할 것이라고 주장했다. 많은 포퓰리스트 지도자들은 유진 데브스를 지명하고 당이 제안한 모든 개혁안을 가지고 선거 운동을 벌이기를 원했지만, 1896년 포퓰리스트 대회는 대신 브라이언을 지명했다. 공화당은 브라이언과 포퓰리스트를 계급 투쟁에 참여하는 사회 혁명가로 묘사했고, 브라이언은 매킨리를 부자들의 도구로 공격했다.
1896년 대통령 선거에서 매킨리는 브라이언에게 결정적인 승리를 거두었으며, 전국 득표율의 51%와 선거인단 득표율의 60.6%를 얻었다. 브라이언이 중서부에서 활발하게 선거 운동을 벌였음에도 불구하고, 민주당의 분열과 이 지역의 전통적인 공화당 강세는 매킨리가 이 지역의 대부분의 주에서 승리하는 데 도움이 되었다. 매킨리는 또한 북동부를 휩쓸었으며, 브라이언은 솔리드 사우스를 휩쓸었다. 골드 민주당의 후보였던 존 파머는 전국 득표율의 1% 미만을 얻었다. 파머의 패배에도 불구하고 클리블랜드는 선거 결과에 만족했는데, 그는 브라이언보다 매킨리를 훨씬 선호했으며 후자의 승리를 금본위제의 정당성으로 보았다.

## 역사적 평가
역사가 헨리 그래프에 따르면 클리블랜드는 행정부의 권한을 재확인했지만 국가에 대한 명확한 비전의 부족은 그의 대통령직을 전근대적으로 만들었다. 그래프는 또한 클리블랜드가 화해 정책을 통해 솔리드 사우스에서 민주당의 지배력을 확립하는 데 기여했으며, 동시에 공무원 개혁을 포용함으로써 북부에서 그의 당을 활성화했다고 언급했다. 역사가 리처드 화이트는 클리블랜드를 1890년대의 "앤드루 존슨"으로 묘사하며, 클리블랜드의 기질과 정책이 국가가 직면한 위기에 부적합했다고 지적했다. 역사가 리처드 웰치는 클리블랜드가 대통령직의 권한을 재확인하는 데 성공했지만, 국가에 대한 광범위한 비전이 부족했다고 주장한다.
클리블랜드는 1897년 퇴임 당시 미국에서 가장 인기 없는 공인이었지만, 1908년 사망할 무렵에는 그의 명성이 상당히 회복되었다. 역사가 앨런 네빈스는 1933년 클리블랜드 전기 '용기 있는 연구'에서 클리블랜드를 용감한 개혁가로 묘사했다. 헨리 스틸 코마거와 리처드 호프스태터와 같은 역사가들도 이 견해를 지지했으며, 호프스태터는 클리블랜드가 "링컨과 시어도어 루스벨트 사이에 있는 주요 대통령의 유일한 합리적인 복제품"이라고 썼다. 그러나 이후의 역사가들은 클리블랜드의 실패와 대기업에 대한 편애를 강조했다. 1948년 역사가들을 대상으로 한 설문조사에서 클리블랜드는 미국 역사상 여덟 번째로 위대한 대통령으로 평가되었지만, 역사가와 정치 과학자들의 설문조사에서 그의 순위는 1948년 이후 하락했다. 2018년 미국정치학회 대통령 및 행정 정치 부문의 설문조사에서는 클리블랜드를 24번째로 좋은 대통령으로 평가했다. 2017년 C-SPAN의 역사가 설문조사에서는 클리블랜드를 23번째로 좋은 대통령으로 평가했다.

## 내용주
1. ↑  프랭클린 D. 루스벨트는 나중에 네 번의 대통령 선거에서 전국 득표율을 얻게 된다.
2. ↑  플레시 대 퍼거슨은 1954년 브라운 대 교육위원회 재판 및 이후 판결에서 뒤집히게 된다.